# Martin Langeveld
Martin J. Langeveld (ur. 1905, zm. 1989) – holenderski pedagog i psycholog, profesor Uniwersytetu w Utrechcie. Pełnił funkcję kuratora amsterdamskiej Akademii Nauk Pedagogicznych i Społecznych. Współredagował czasopisma naukowe Acta Psychologica oraz Paedagogische Studien. Interesował się głównie filozofią wychowania, psychologią dziecka, psychodiagnostyką oraz poradnictwem wychowawczym. 

## Wybrane prace
- Concise Theory of Education
- The Education of the Infant and Young Child